# Appana subrosacea
Appana subrosacea är en fjärilsart som beskrevs av Pierre E.L. Viette 1957. Appana subrosacea ingår i släktet Appana och familjen nattflyn. Inga underarter finns listade i Catalogue of Life.